# Augustine De Rothmaler

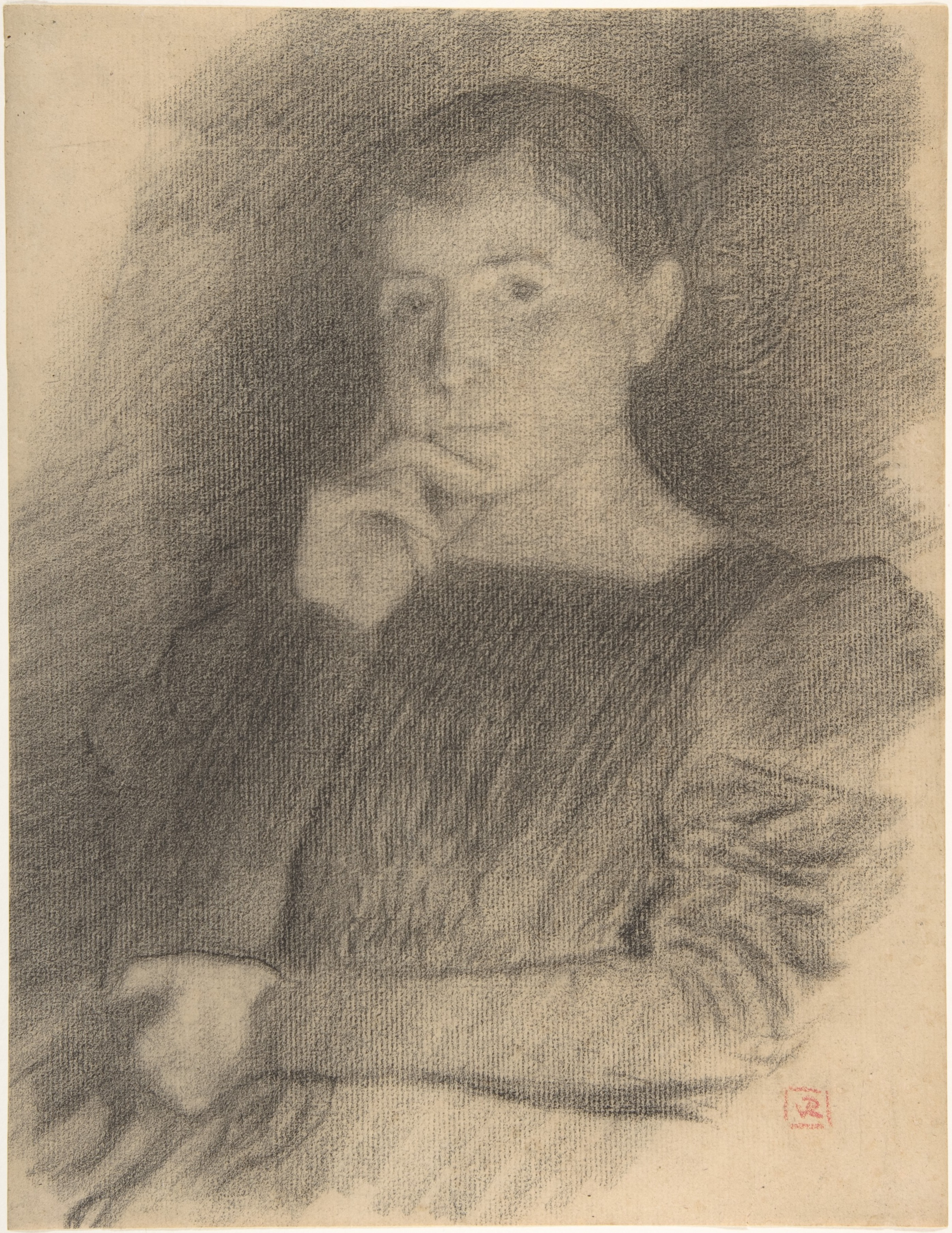
Augustine De Rothmaler, geportretteerd door Théo van Rysselberghe (1894)

Augustine De Rothmaler (Brussel, 12 november 1859 - Le Lavandou (Frankrijk), 28 november 1942) was een Belgische pedagoge en feministe.

## Levensloop
Zij was de dochter van Gustave De Rothmaler, afdelingshoofd van de dienst Bevolking van de stad Brussel. Zij volgde lessen aan de Cours d'Education in de Broekstraat, de meisjesschool die opgericht en geleid werd door Isabelle Gatti de Gamond. De "Cours d'Education" van Gatti zullen een inspiratiebron vormen voor de latere feministische inzet die gedragen wordt door een netwerk van afgestudeerden, de zogenaamde gatticiennes. In 1876 behaalde ze er het diploma van onderwijzeres. Daarna ging ze naar het Zwitserse Romanshorn waar ze ruim een jaar verbleef en haar opleiding vervolledigde. Haar verblijf in Romanshorn zorgde ervoor dat haar kennis van het Duits sterk verbeterde en dat ze een algemene interesse kreeg in de Germaanse talen. Later zou ze ook nog Deens gaan studeren.
Begin 1878 was ze terug in haar geboortestad en werd ze benoemd tot lerares aan de Cours d'Education B in de Zavelwijk. Zij onderwees er de Franse taal en de Franse literatuur. In 1897 werd ze benoemd tot regentes en gaf ze ook het vak Engels. Tien jaar later werd ze voorgedragen om de pas opgerichte derde school in de geest van Isabelle Gatti te gaan leiden maar ze liet de benoeming aan zich voorbijgaan. In 1911 werd ze benoemd tot directrice van de school waar ze haar hele carrière had lesgegeven.
De Rothmaler zorgde ervoor dat de school meer openstond voor de meisjes afkomstig uit de armere wijken rond de school, zodat er een goed sociale mix tot stand kwam met de meisjes uit de burgerij die dit type scholen bezochten. Eveneens werd er in de lessen van de school veel aandacht geschonken aan sociale aspecten, aan het feminisme dat de kop opstak en aan het pacifisme. In het zicht van de Eerste Wereldoorlog werd ze lid van de Belgische Onderwijsliga.
Na haar pensioen in 1919 werd ze erelid van de Onderwijsliga.

## Literaire interesse
Gedurende haar hele loopbaan had De Rothmaler een grote interesse voor de literatuur in het algemeen en vooral de Franstalige literatuur. Zij bezocht de literaire salons in het Brusselse en gaf regelmatig voordrachten over literatuur, onder meer in het Koninklijk Parktheater en aan de Université Nouvelle.
Zij vertaalde eveneens een aantal werken van Duitse en Deense schrijvers en schreef enkele publicaties over de iconografie van haar grote voorbeeld, de Franse schrijfster en feministe George Sand.

## Vriendschap met Théo en Maria van Rysselberghe
Gedurende haar leven bouwde ze een grote vriendschap op met het echtpaar Théo en Maria van Rysselberghe. Deze laatste was een oud-leerlinge van haar en deelde haar passie voor de Franse literatuur. Van Rysselberghe maakte in 1894 een portret van De Rothmaler dat in het bezit is van het Metropolitan Museum of Art te New York.
Na haar pensioen in 1919 trok De Rothmaler, die steeds ongehuwd was gebleven, naar het Franse Le Lavandou waar ze zich vervoegde bij Théo en Maria van Rysselberghe, die reeds in 1910 naar deze plaats verhuisd waren. Ze stierf er op 83-jarige leeftijd en kreeg een begraafplaats in het familiegraf van de kunstschilder.

## Publicaties
- Les prétendus portraits de George Sand, in Mercure de France, p. 688-697, 1924
- Les portrets de George Sand, in Gazette des Beaux-Arts, p. 70-78, 1926